# Ozobranchus branchiatus
Ozobranchus branchiatus is een ringworm uit de familie van de Ozobranchidae. De wetenschappelijke naam van de soort is voor het eerst geldig gepubliceerd in 1791 door Archibald Menzies. Deze  bloedzuiger trof hij aan op een schildpad in de tropische Stille Oceaan.